# الإجراء التشريعي للاتحاد الأوروبي
يتبنى الاتحاد الأوروبي التشريعات من خلال مجموعة متنوعة من الإجراءات التشريعية. يعتمد الإجراء المستخدم في اقتراح تشريعي معين على مجال السياسة المعني. يجب أن تقترح المفوضية الأوروبية معظم التشريعات وأن يوافق عليها مجلس الاتحاد الأوروبي والبرلمان الأوروبي لتصبح قانوناً.
على مر السنين، ازدادت سلطة البرلمان الأوروبي في العملية التشريعية بشكل كبير من كونها مقصورة على إبداء رأي غير ملزم أو مستبعدة من العملية التشريعية تماماً، إلى المشاركة على قدم المساواة مع المجلس في العملية التشريعية.
إن سلطة تعديل معاهدات الاتحاد الأوروبي، التي يشار إليها أحياناً بالقانون الأساسي للاتحاد، أو حتى على أنها دستورها الفعلي، محفوظة للدول الأعضاء ويجب أن تصدق عليها وفقاً لمتطلباتها الدستورية. يُستثنى من ذلك ما يسمى ببنود المرور التي يمكن فيها تغيير الإجراء التشريعي المستخدم في مجال معين من مجالات السياسة دون تعديل المعاهدات رسمياً.

## الفاعلون
منذ كانون الأول / ديسمبر 2009، بعد دخول معاهدة لشبونة حيز التنفيذ، أصبح لدى الاتحاد الأوروبي ثلاث هيئات تشريعية: المفوضية الأوروبية ومجلس الاتحاد الأوروبي والبرلمان الأوروبي، مع قيام البرلمانات الوطنية للاتحاد الأوروبي بدور إضافي. تمت مناقشة الطبيعة الدقيقة لهذه المنظمة على نطاق واسع في الأدبيات الأكاديمية، مع تصنيف البعض الاتحاد الأوروبي على أنه ثلاثي الغرف ‏، على الرغم من أن الاتحاد الأوروبي نفسه لم يقبل مثل هذا التصنيف ويعتبر بشكل عام نوع بنفسه من قبل المراقبين، بالنظر إلى الديناميكيات الفريدة بين الهيئات التشريعية غير الموجودة في النظام الثلاثي التقليدي.

### الفاعلون الأساسيون

#### المفوضية الأوروبية
تمتلك المفوضية الحق الحصري لإدخال مقترحات جديدة في العملية التشريعية، وهي سلطة تمنح المفوضية تأثيراً كبيراً كجهة وضع جدول أعمال الاتحاد الأوروبي ككل. وبينما تقدم المفوضية في كثير من الأحيان التشريعات بناءً على طلب المجلس أو بناءً على اقتراح البرلمان، فإن الشكل الذي تتخذه أي مقترحات تشريعية يتم تقديمه يعود إلى المفوضية.
بموجب الإجراء التشريعي العادي، يجبر الرأي السلبي من المفوضية المجلس على التصويت بالإجماع بدلاً من الأغلبية إلا في حالة تشكيل لجنة توفيقية. هناك أيضاً حالات محدودة حيث يمكن للمفوضية اعتماد تشريعات دون موافقة هيئات أخرى.

#### البرلمان الأوروبي
يتم انتخاب أعضاء البرلمان الأوروبي البالغ عددهم 705 بشكل مباشر كل خمس سنوات بالاقتراع العام. معظم أعمال البرلمان تتم في لجانه وهو موزع بناءً على مجموعات سياسية وليس وفق جنسيات الأعضاء. ومع ذلك، فإن مجموعاته السياسية ضعيفة للغاية بسبب وضعها كمجموعات أيديولوجية واسعة من الأحزاب الوطنية القائمة.
نمت سلطات البرلمان بشكل كبير منذ الخمسينيات من القرن الماضي حيث منحت الإجراءات التشريعية الجديدة المزيد من المساواة بين البرلمان والمجلس. كما أصبح من المتطلبات أن يخضع تكوين المفوضية الأوروبية للتصويت بالموافقة ككل من قبل البرلمان. ومع ذلك، يظل اختيار المرشحين من اختصاص مجلس الاتحاد الأوروبي، وتحتفظ المفوضية الأوروبية بالسلطة الوحيدة للمبادرة التشريعية.

#### مجلس الاتحاد الأوروبي
يمثل مجلس الاتحاد الأوروبي الحكومات الوطنية للدول الأعضاء، وبالتالي فإن تكوينه هو أساساً عدد الدول الأعضاء (27) على الرغم من أن الأصوات يتم ترجيحها وفقاً لعدد سكان كل دولة. وبالتالي فإن مجلس الاتحاد لا يتوزع بناءً على مجموعات سياسية، كما يتم إجراء معظم أعماله من قبل ممثلين دبلوماسيين.

### الفاعلون الثانويون

#### البرلمانات الوطنية للدول الأعضاء
تمتلك البرلمانات الوطنية للدول الأعضاء في الاتحاد الأوروبي «آلية إنذار مبكر» حيث إذا قدم ثلثها اعتراضاً «بطاقة صفراء» على أساس انتهاك مبدأ التبعية، فيجب مراجعة الاقتراح. إذا قامت الأغلبية «بطاقة برتقالية» فيمكن للمجلس أو البرلمان التصويت عليها على الفور. إذا تم التغلب على المشاكل اللوجيستية لوضع هذا الأمر موضع التنفيذ، فيمكن عندئذ تفريع سلطة البرلمانات الوطنية باعتبارها هيئة تشريعية إضافية، دون نقاش مشترك. أطلق البعض على البرلمان الوطنية اسم «غرفة ثالثة افتراضية».